# Спасти сердце ребёнка
«Спасти сердце ребёнка» — благотворительная организация, созданная с целью повышения качества кардиологической помощи больным детям из развивающихся стран. «Спасти сердце ребёнка» помогает в создании центров кардиологической помощи в развивающихся странах для того, чтобы дети могли лечиться у себя на родине. Организация была создана в 1996 году в Медицинском центре им. Эдит Вольфсон в Израиле, в пригороде Тель-Авива.

## Направления и достижения

### Основные направления работы организации
- предоставление кардиохирургической помощи в Медицинском центре им. Эдит Вольфсон в Израиле детям из развивающихся стран;[2]
- обучение в Израиле медицинского персонала из развивающихся стран;[1][3]
- спонсирование визитов израильских специалистов за рубеж для обучения и проведения совместных хирургических операций с местными врачами.[1]

К октябрю 2012 года в рамках этого проекта на лечение в Израиль были привезены 3000 детей из Эфиопии, Вьетнама, Иордании, Молдовы, Танзании, России, Филиппин, Нигерии, Ганы, Кении, Анголы, Ирака, Гаити, Сент-Винсента, Тринидада, Эквадора, Мавритании, Сомали, Сенегала, Берега Слоновой Кости, Сьерра Леоне, Уганды, Конго, Зимбабве, Занзибара, Руанды, Эритреи, Шри-Ланки, Китая, Казахстана, Румынии, Украины, а также из Газы и Западного Берега реки Иордан. Около половины пациентов, прибывших на лечение в Израиль за эти годы, это – арабы из Ирака, Газы и Западного Берега реки Иордан. В декабре 2010 года прибыл первый ребёнок из Индонезии; в январе 2011 года он был успешно прооперирован.
Для повышения квалификации в Израиле побывали медики из Китая, Эритреи, Эфиопии, Кении, Молдавии, Нигерии, Вьетнама, Занзибара, а также Палестинских территорий. Проект «Спасти сердце ребёнка» спонсировал 60 учебных визитов израильских врачей и среднего медперсонала в Китай, Конго, Эритрею, Эфиопию, Иорданию, Молдову, Мавританию, Нигерию, Россию, Украину, Вьетнам и Занзибар.
Важно подчеркнуть, что участие израильских врачей и среднего медперсонала в проекте «Спасти сердце ребёнка» происходило на добровольной основе. Семья ребёнка оплачивала только трёхмесячное пребывание в Центре реабилитации после хирургического лечения (около 10,000 долларов). Детей доставляли в Израиль группами по 4–6 человек в сопровождении медсестры или члена семьи.
В США подобная благотворительная организация существует уже давно. «Спасти сердце ребёнка, США» входит в число 2,000 лучших благотворительных организаций Америки, поскольку, согласно полученному удостоверению, «предоставляет правдивую и прозрачную информацию о своей деятельности и финансовых операциях». Объединение независимых благотворительных организаций Америки провело детальную инспекцию и высоко оценило качество и эффективность программ, выполняемых организацией «Спасти сердце ребёнка, США». Благодаря своим высоким стандартам эта организация входит в 2% наилучших среди 1,000,000 благотворительных сообществ США, что было отмечено особым знаком отличия.

## История
Организация «Спасти сердце ребёнка» была создана в честь доктора Авраама Коэна, который служил в Армии США в Корее в 1988 году и принимал участие в программе помощи бедным детям с болезнями сердца. Этот жизненный опыт подтолкнул его к созданию сходной программы после того, как он переехал в Израиль в 1992 году. В 1996 году он привёз трёх эфиопских детей в Израиль для операций на сердце, а затем, с помощью профессиональных и личных контактов, создал группу добровольцев для помощи тем, кто не мог получить необходимое кардиохирургическое лечение. С помощью фонда «Спасти сердце ребёнка» доктор Коэн и его коллеги сделали сотни операций детям с врождёнными пороками сердца. Большинство таких операций проведено в Медицинском центре Вольфсон, где Коэн заведовал отделением детской хирургии сердца.
География маленьких пациентов, привезённых на лечение в Израиль, охватывала такие страны как Нигерия, Танзания, Конго, Молдова, Россия, Вьетнам, Эквадор, Иордания и Палестинские территории. Доктор Коэн с помощниками ездил в Китай и Эфиопию, где провёл около 60 операций и несколько курсов обучения для медперсонала. С помощью фонда «Спасти сердце ребёнка» врачи и средний медперсонал из развивающихся стран смогли приехать в Израиль для обучения с тем, чтобы впоследствии создавать центры педиатрической кардиологии в своих странах. Коэн погиб 16 августа 2001 года во время восхождения на гору Килиманджаро в Танзании. На тот момент ему было 47 лет.
С тех пор организация «Спасти сердце ребёнка» продолжала свою деятельность по лечению детей с тяжелыми болезнями сердца и обучению медиков из развивающихся стран.
В 2006 году авиакомпания КЛМ пожертвовала 10,000 долларов этому фонду и предложила удешевленные полёты врачам, сотрудничающих в этим фондом. Кроме того, КЛМ решила показывать видеоролик о деятельности организации «Спасти сердце ребёнка» на своих рейсах.
В 2007 году израильский музыкант Идан Райхель принял участие в поездке медиков в Руанду и Эфиопию.
В мае 2011 года организация «Спасти сердце ребёнка» получила статус консультанта при Совете экономического и социального развития Организации Объединённых Наций.
В июне 2012 года организация «Спасти сердце ребёнка» получила награду президента Израиля за благотворительную деятельность.

## Международная деятельность

### Китай
В ноябре 2008 года в рамках проекта «Спасти сердце ребёнка» группа медиков была отправлена в Шицзячжуан, провинция Хэбэй. Это была уже 8-я поездка в Китай от этой организации; всего израильские хирурги вместе с китайскими коллегами спасли более 100 детей в различных частях страны. В этой поездке хирург Лиор Сассон работал вместе с Хан Жинан, который прошёл подготовку в Израиле в 2007 году. Другой китайский хирург  Ван Мин Хай проходит в настоящее время подготовку в больнице Вольфсон. Кроме медицинской группы из 15 человек, в поездку отправилась киногруппа, которая снимала фильм о врачах и их маленьких пациентах. Часть материала была показана на фотовыставке в Хэбэе, городе, где работала в течение недели группа из организации «Спасти сердце ребёнка».

### Ангола
В мае 2009 года другая группа была послана в Луанду, столицу африканского государства Ангола для того, чтобы обследовать ангольских детей. Они привезли с собой аппарат для эхокардиографии; обследование проводили вместе с доктором Кристиной Гамбоа в детской больнице Луанды. Израильские медики – кардиолог Алона Раухер и старшая кардиохирургическая сестра Нава Гершон проверили 88 детей. Часть из них до этого прошла лечение в Израиле и нуждалась в повторном обследовании.

### Молдова
В ноябре 2007 года по линии фонда «Спасти сердце ребёнка» группа в составе 4 врачей, 4 сестер и 2 перфузиологов прибыла вместе с 20 ящиками медицинского оборудования в столицу Молдовы город Кишинёв для работы с местными кардиологами. В течение 5 дней они проводили совместные обследования и операции. В работе участвовал доктор Ливиу Манюк, который проходил обучение в Израиле в 2006 году. Местное телевидение снимало сюжет об этом визите. Среди пациентов были 16-летний Александр Манеа, которого 12 лет назад оперировал в Израиле создатель фонда Авраам Коэн, а также 11-летний Василь Пахоми, которому была сделана операция в возрасте 2-х лет. Оба мальчика сегодня здоровы. Александр говорит, что хочет быть доктором, когда вырастет.

### Танзания
В августе 2011 года группа врачей вместе со средним медперсоналом и добровольцами работала в медицинском центре Бунгадо. За весь период визита израильские медики и местные коллеги проверили 300 детей и провели 12 операций. Неделей позже израильтяне поднялись на гору Килиманджаро и призвали к сбору средств (миллион долларов) для спасения жизней африканских детей.